# أوريو كالينن
أوريو كالينن (Yrjö Kallinen؛ أولو، 15 يونيو 1886 - هلسنكي، 1 يناير 1976) وزير فنلندي سابق للدفاع و مستشار للتعليم ، اشتهر في المقام الأول كداعية سلام.